# AFA Senior Male League
La AFA Senior Male League è la massima competizione calcistica di Anguilla.

## AFA League 2024
- ALHCS Spartans
- Attackers
- Diamond
- Doc's United
- Eagle Claw
- Lymers
- Roaring Lions
- Uprising
- West End Predators

## Albo d'oro
| Stagione  | Campione                                   | Vicecampione                               |
| --------- | ------------------------------------------ | ------------------------------------------ |
| 1997/98   | ALHCS Spartan                              |                                            |
| 1998/99   | Attackers                                  | ALHCS Spartan                              |
| 1999/00   | non assegnato a causa dell'uragano "Lenny" | non assegnato a causa dell'uragano "Lenny" |
| 2000/01   | Roaring Lions                              | Attackers                                  |
| 2001/02   | Roaring Lions                              | ALHCS Spartan                              |
| 2002/03   | Roaring Lions                              |                                            |
| 2004      | ALHCS Spartan                              |                                            |
| 2005/06   | Roaring Lions                              | ALHCS Spartan                              |
| 2006/07   | Kicks United                               | Attackers                                  |
| 2007/08   | Attackers                                  | Kicks United                               |
| 2008/09   | Attackers                                  | Kicks United                               |
| 2009/10   | Roaring Lions                              | Kicks United                               |
| 2010/11   | Kicks United                               |                                            |
| 2011/12   | Kicks United                               |                                            |
| 2012-2013 | Attackers                                  |                                            |
| 2013-2014 | Roaring Lions                              |                                            |
| 2014-2015 | Kicks United                               |                                            |
| 2015-2016 | Salsa Ballers                              |                                            |
| 2016-2017 | Roaring Lions                              |                                            |
| 2017-2018 | Kicks United                               |                                            |
| 2018-2019 | Kicks United                               |                                            |
| 2019-2020 | Roaring Lions                              |                                            |
| 2020-2021 | Roaring Lions                              |                                            |
| 2021-2022 | Roaring Lions                              |                                            |
| 2023      | Doc's United                               |                                            |
| 2024      | Doc's United                               |                                            |

## Classifica titoli
| Club          | Città          | Vittorie | Stagioni                                                   |
| ------------- | -------------- | -------- | ---------------------------------------------------------- |
| Roaring Lions | Stoney Ground  | 10       | 2001, 2002, 2003, 2006, 2010, 2014, 2017, 2020, 2021, 2022 |
| Kicks United  | El Valle       | 6        | 2007, 2011, 2012, 2015, 2018, 2019                         |
| Attackers     | El Valle-Norte | 4        | 1999, 2008, 2009, 2013                                     |
| ALHCS Spartan | El Valle       | 2        | 1998, 2004                                                 |
| Doc's United  | George Hill    | 2        | 2023, 2024                                                 |
| Salsa Ballers | George Hill    | 1        | 2016                                                       |

## Migliori marcatori stagionali
| Stagione | Calciatore        | Squadra       | Reti |
| -------- | ----------------- | ------------- | ---- |
| 2020     | Oliver Walker     | Roaring Lions | 18   |
| 2021     | Jonathan Guishard | Doc's United  | 10   |
| 2022     | Ricardo John      | Salsa Ballers | 25   |
| 2023     | Jonathan Guishard | Doc's United  | 30   |
| 2024     | Christon Williams | Roaring Lions | 17   |